# Sentiero dei fiori (Adamello)
Il sentiero dei fiori è una via ferrata che si sviluppa intorno ai 3 000 metri di quota nei monti sovrastanti al Passo del Tonale.
Ripercorre i camminamenti costruiti durante la prima guerra mondiale. Lungo il percorso si incontrano i resti della Grande Guerra come gallerie, passerelle e persino un villaggio militare in parte recentemente ricostruito.

## Percorso
Si tratta di una via che si sviluppa su un crinale in alta quota. Il sentiero attrezzato completo inizia al Passo del Castellaccio e si conclude dopo circa 5 ore al Passo Pisgana con un lungo itinerario di cresta che raggiunge anche il Bivacco Amici della Montagna. Magnifica la vista sulla Conca del Presena. Rientro dal Rifugio Città di Trento (2 450 m). Lungo l'itinerario sono presenti due passerelle sospese  lunghe 55 e 75 metri  che permettono di aggirare il Gendarme di Casamadre.
Il percorso è molto esposto ed è da affrontare con adeguata attrezzatura (imbragatura, casco) e preparazione. È percorribile solo nei mesi estivi, consigliabile utilizzare il periodo luglio - settembre.

## Galleria d'immagini

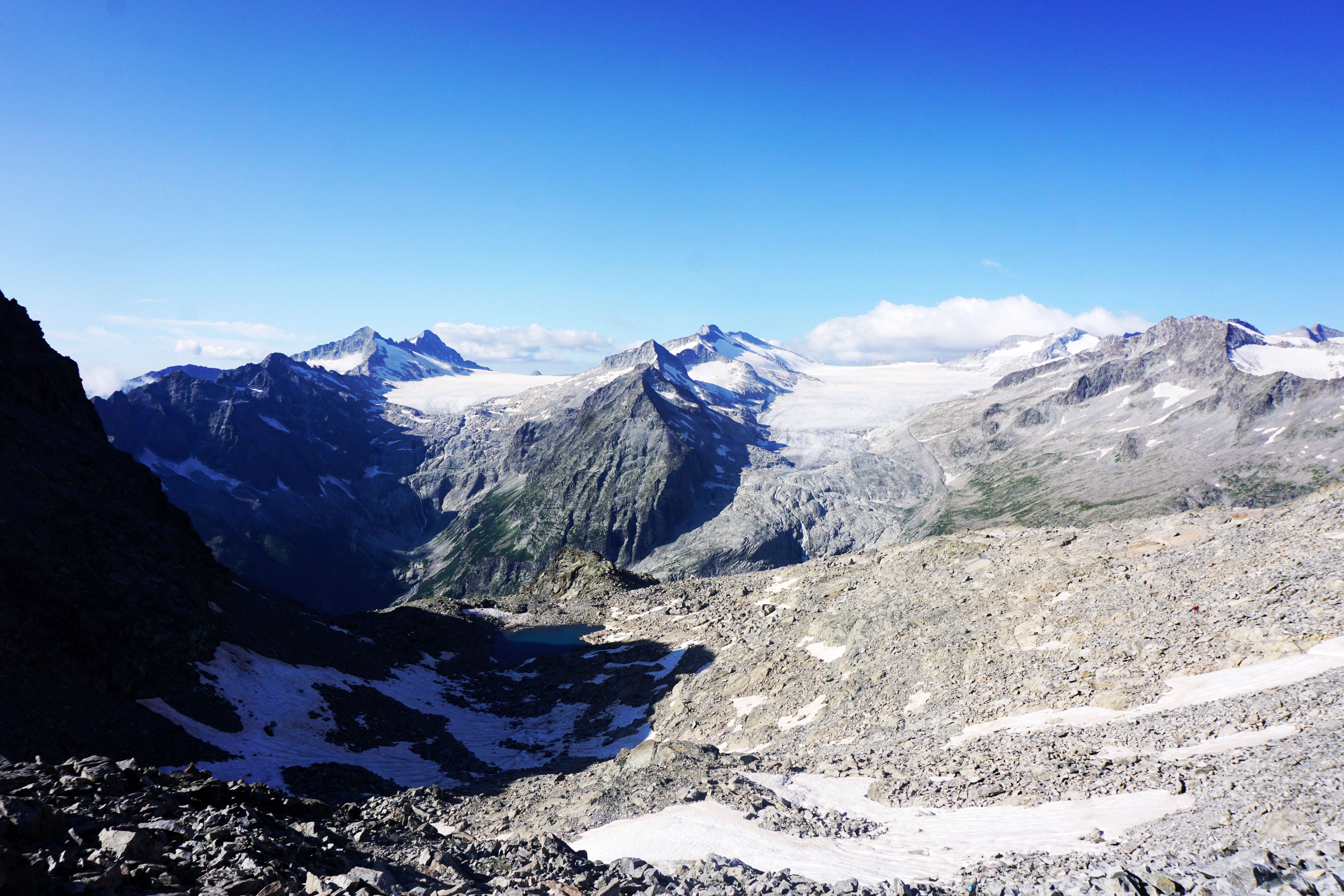
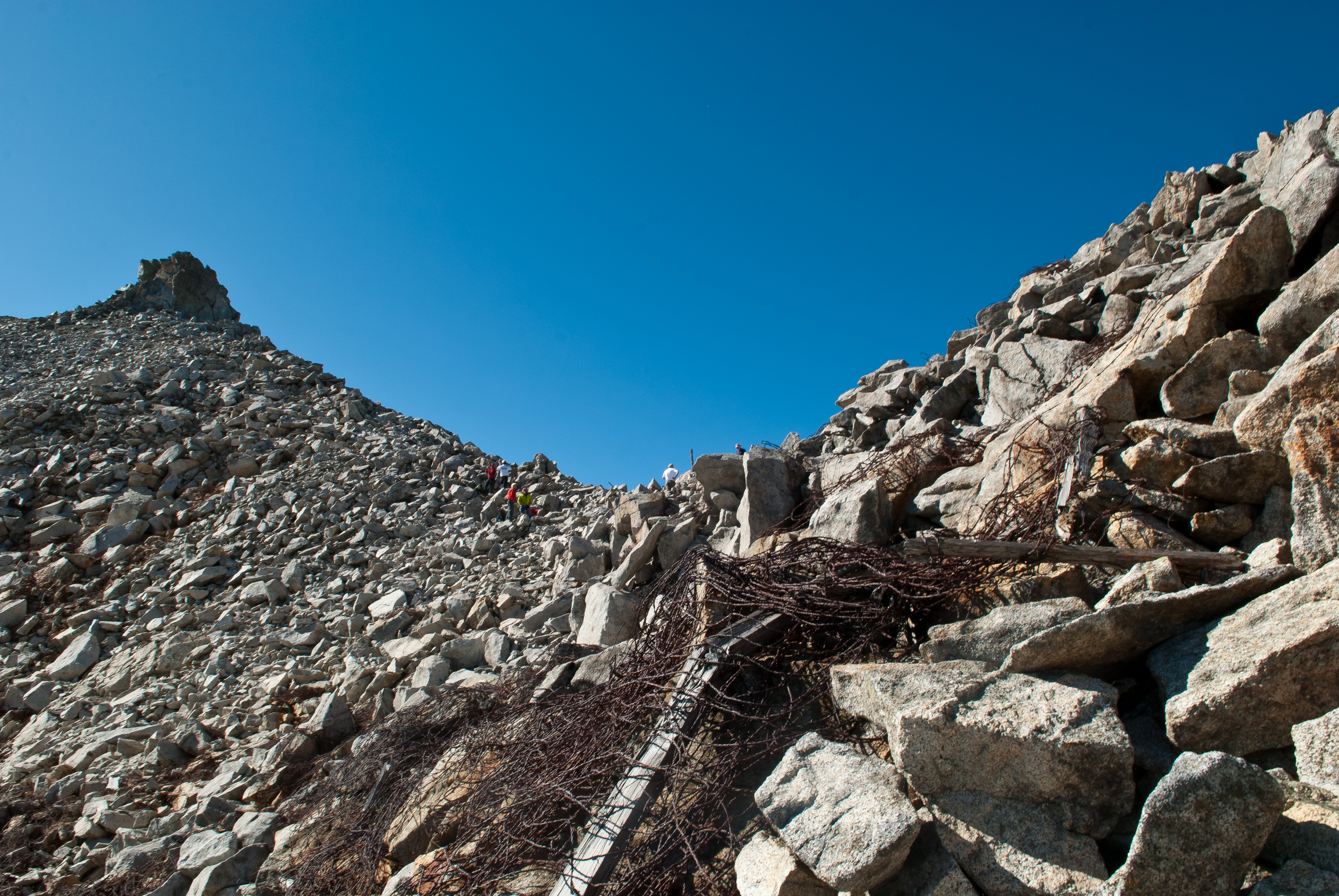
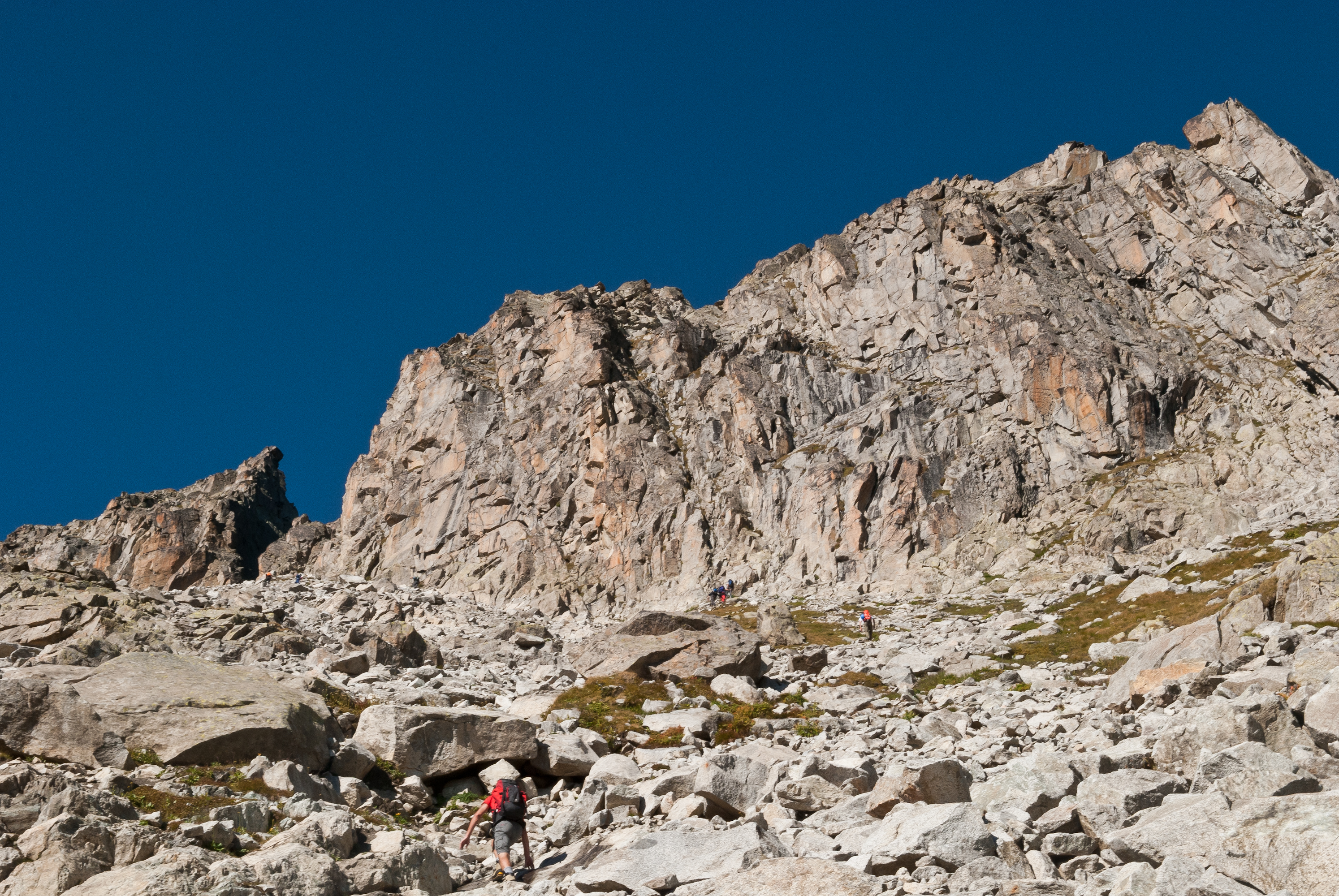
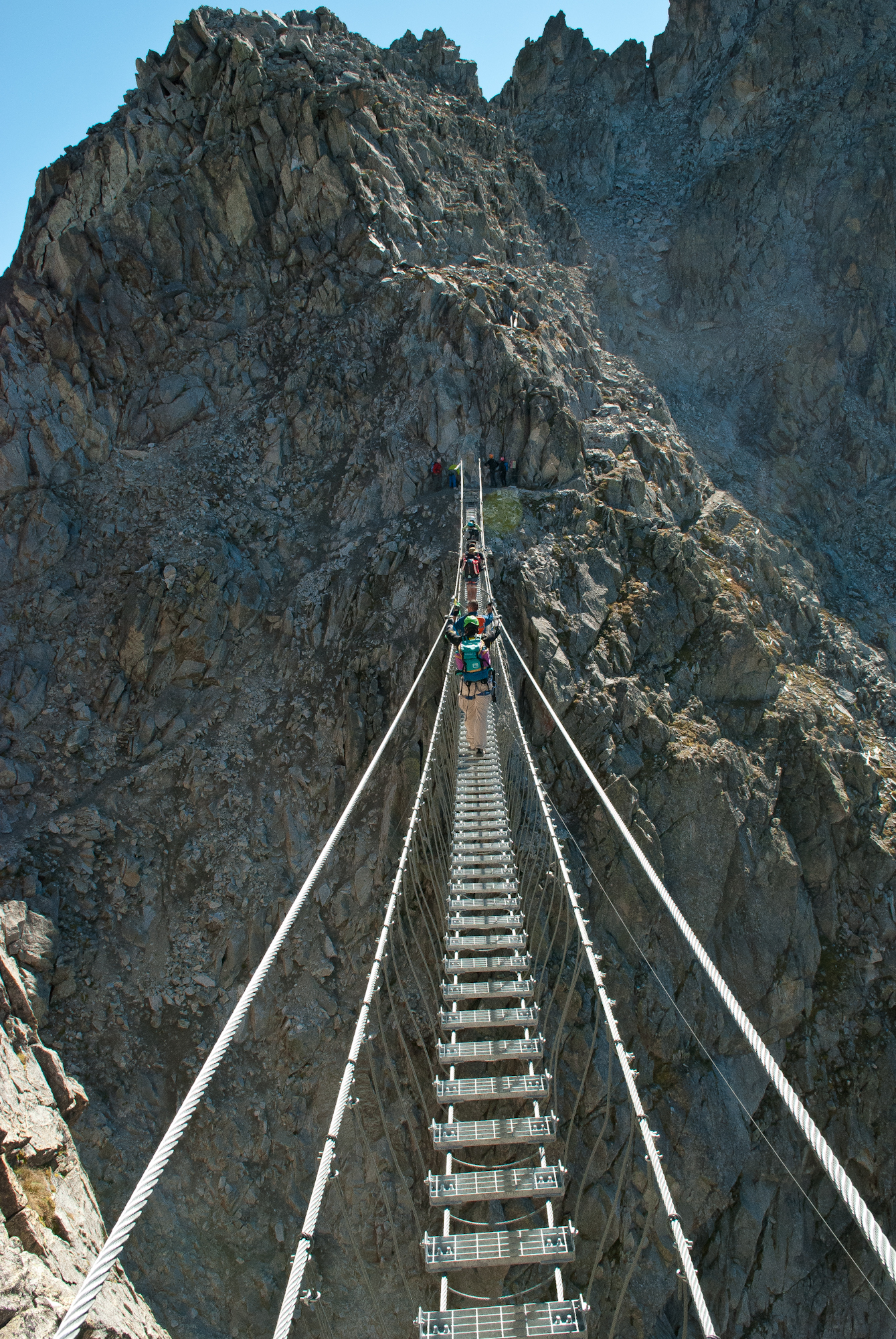
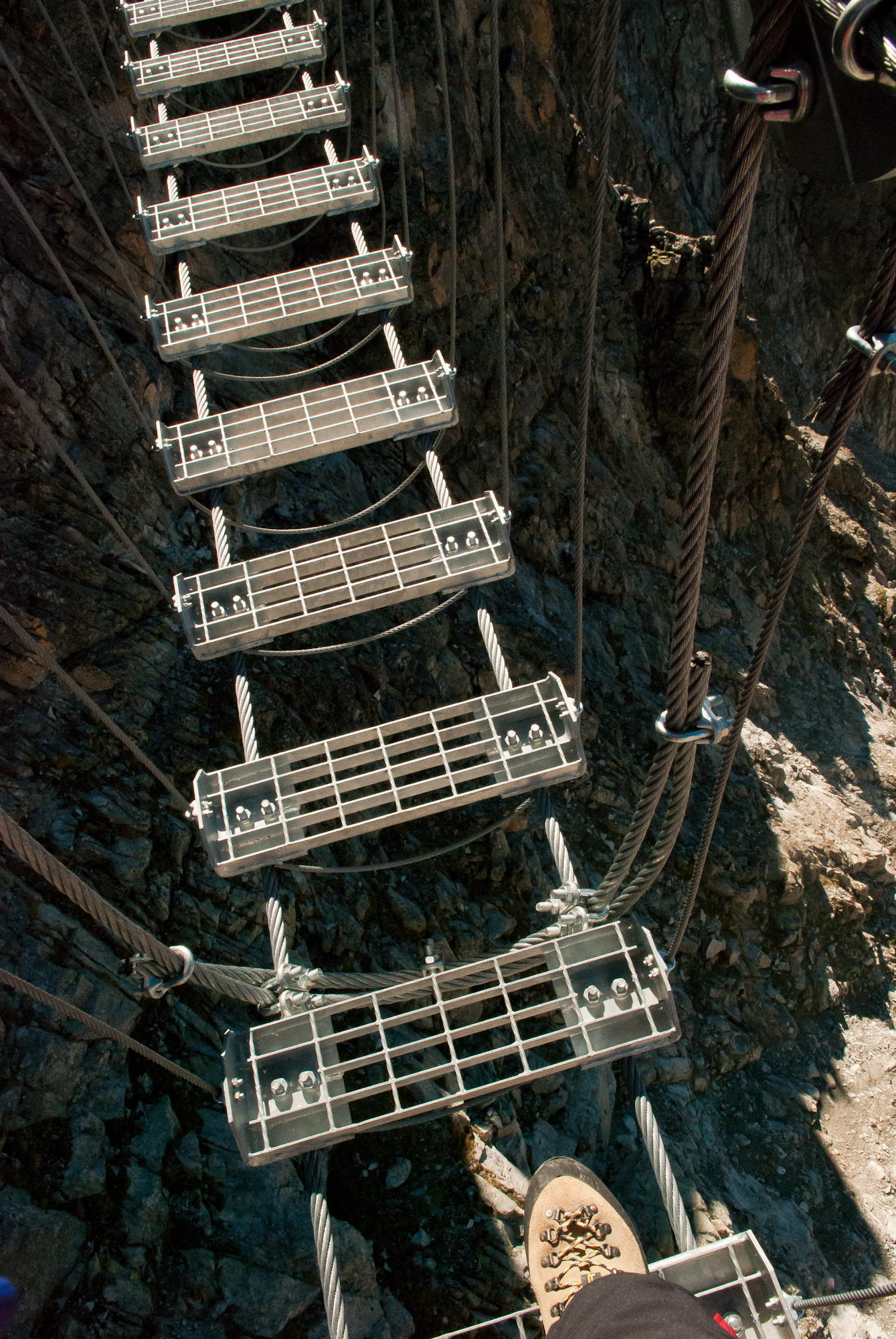
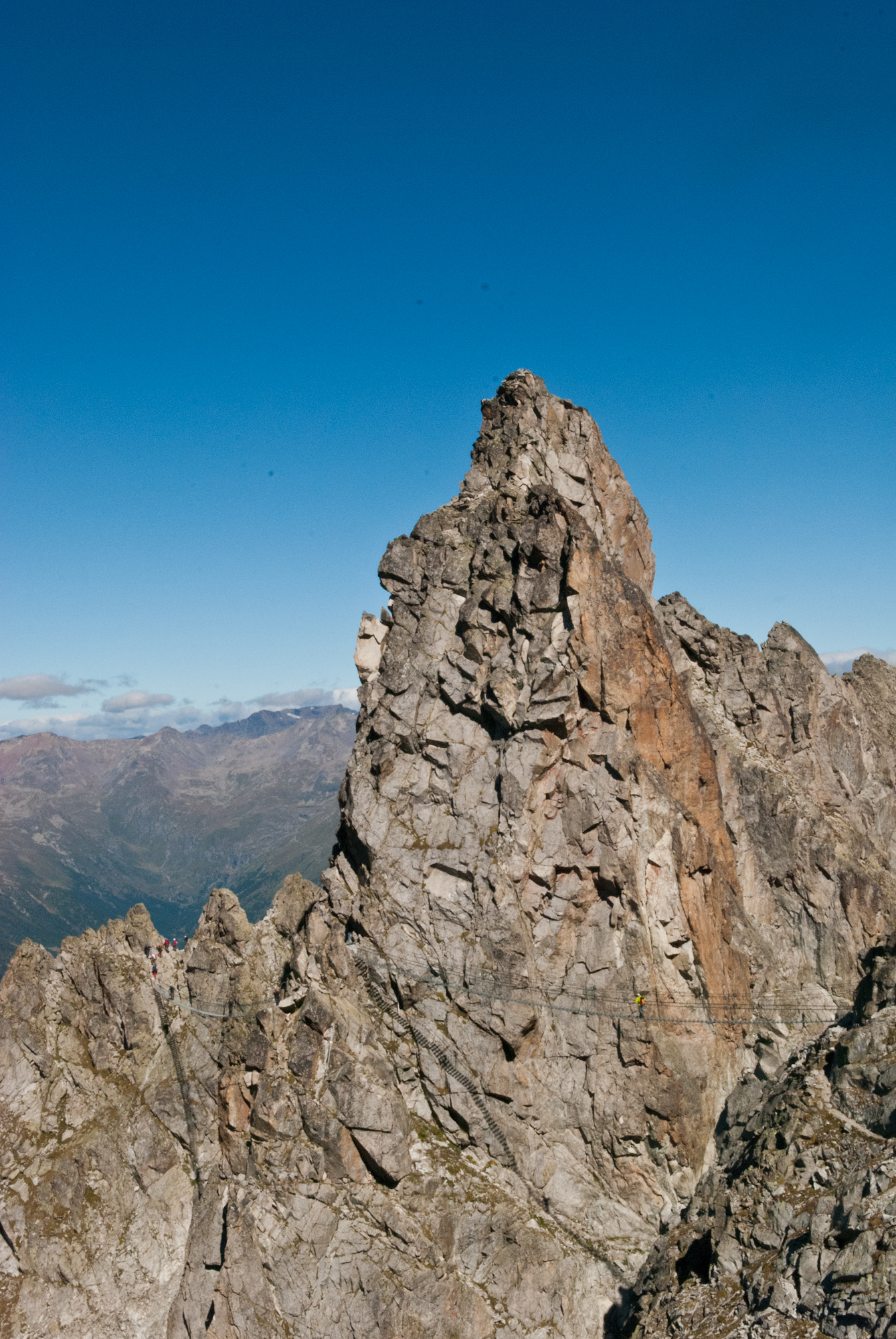
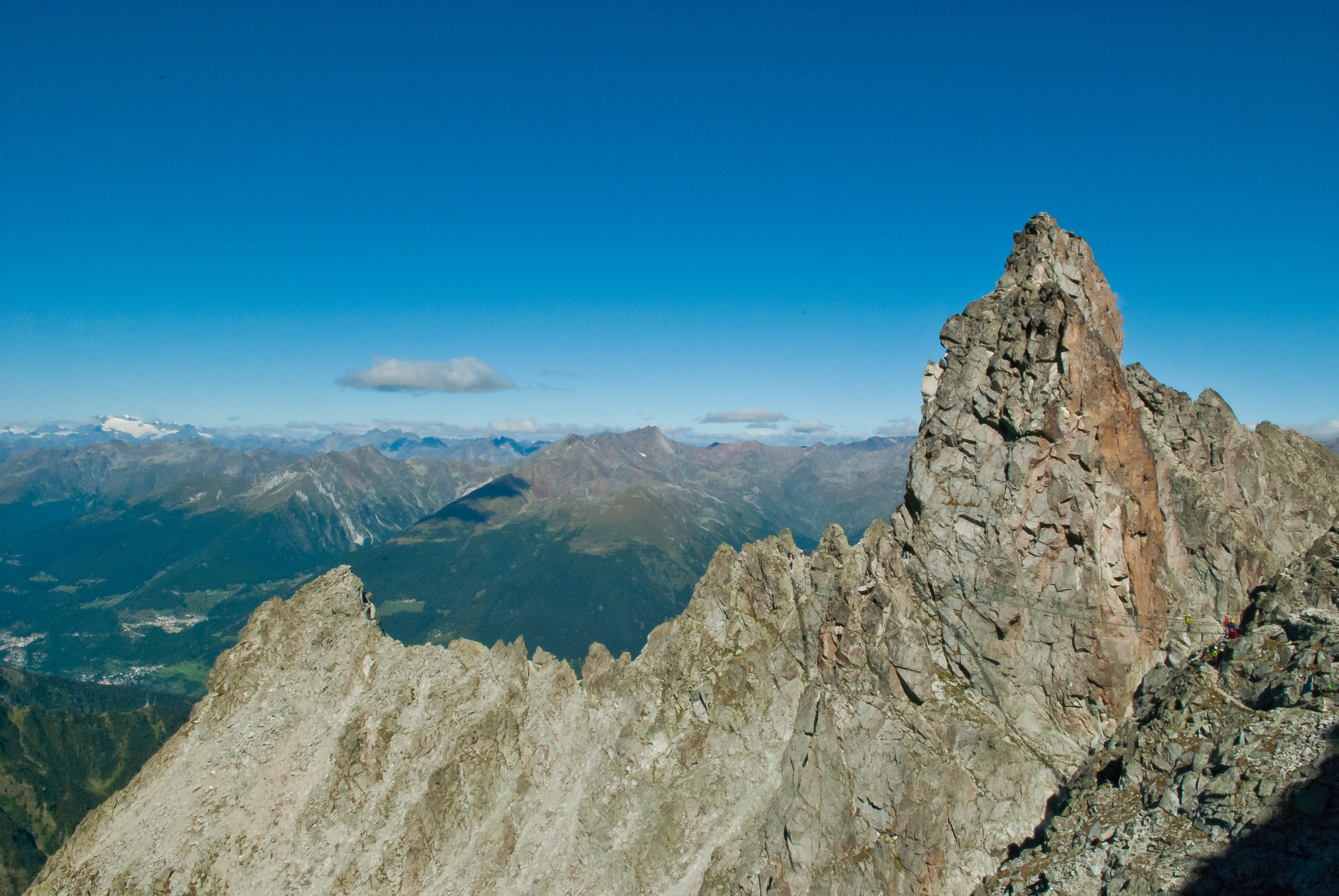
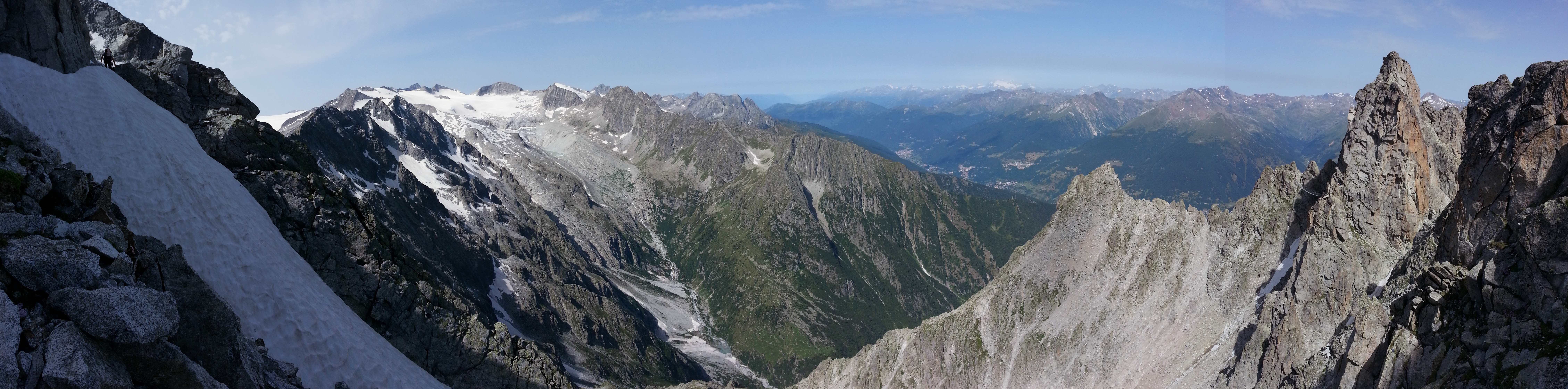
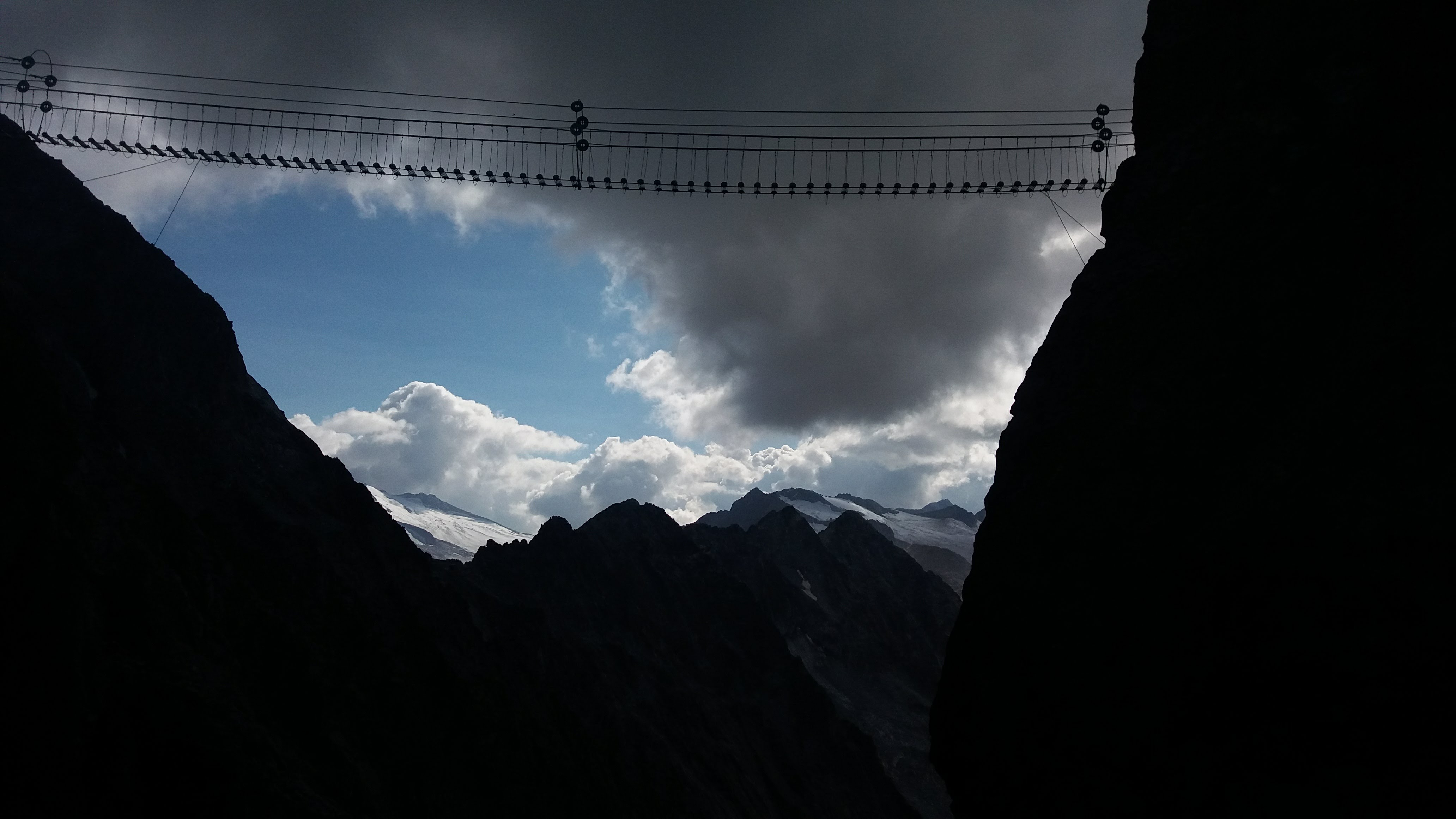
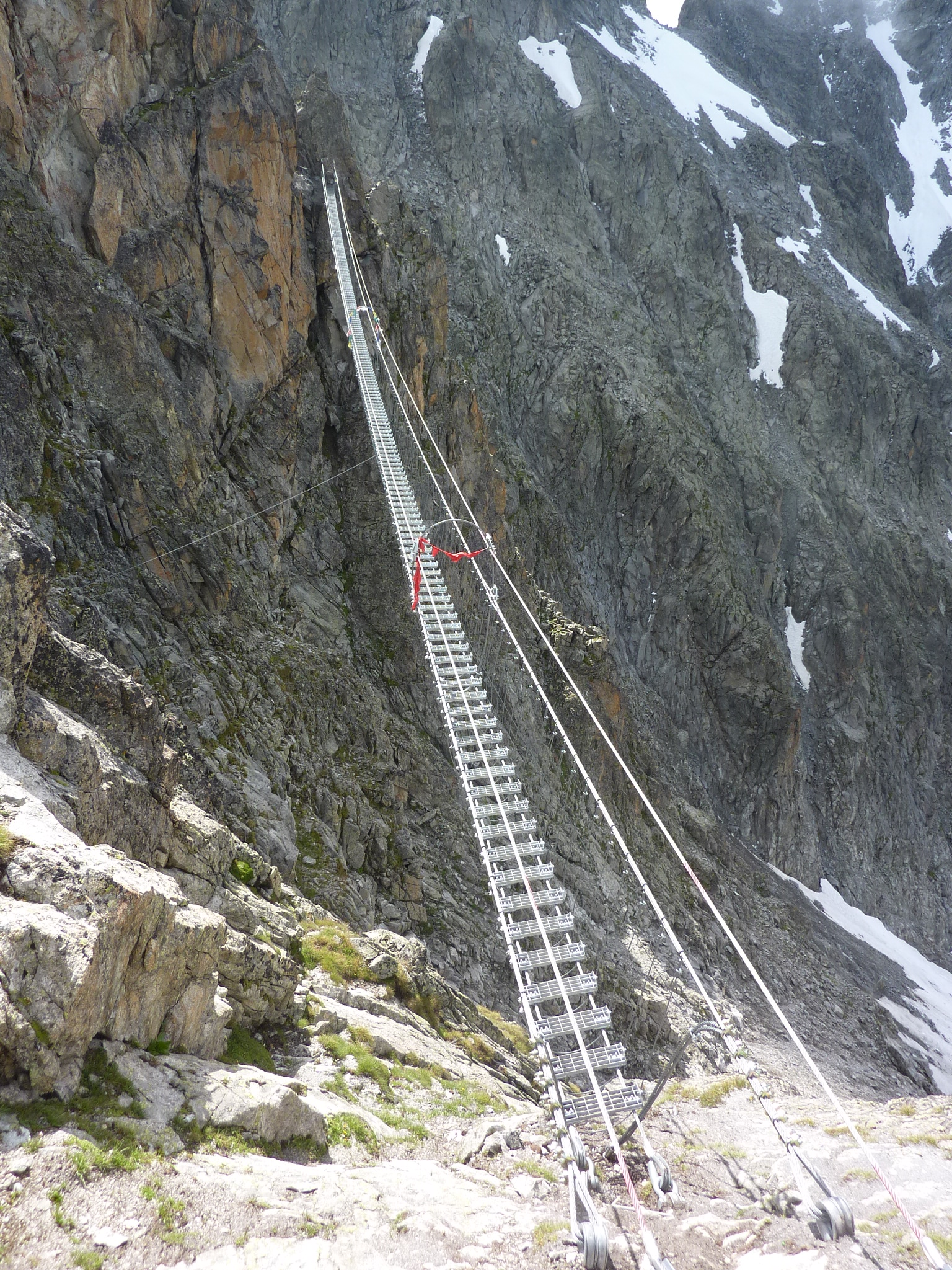
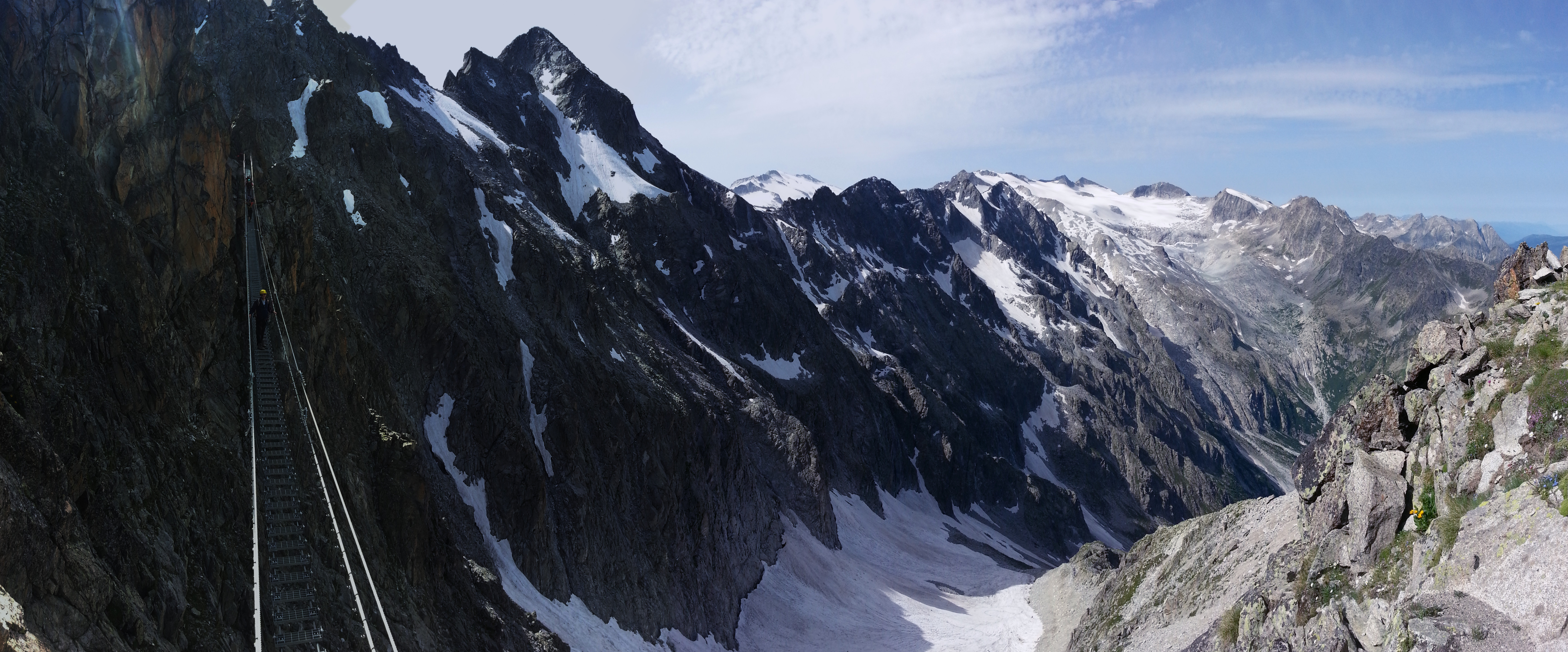
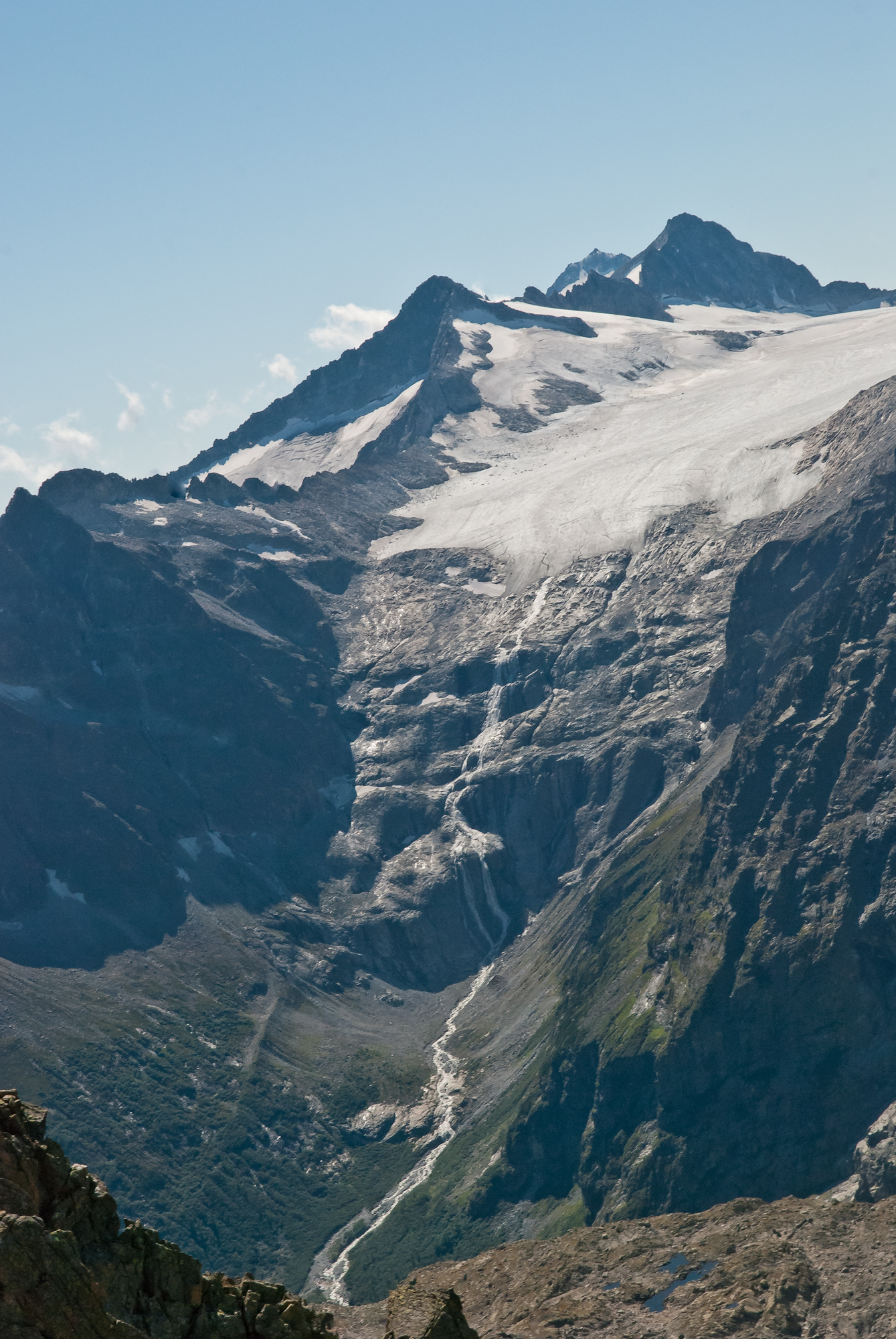
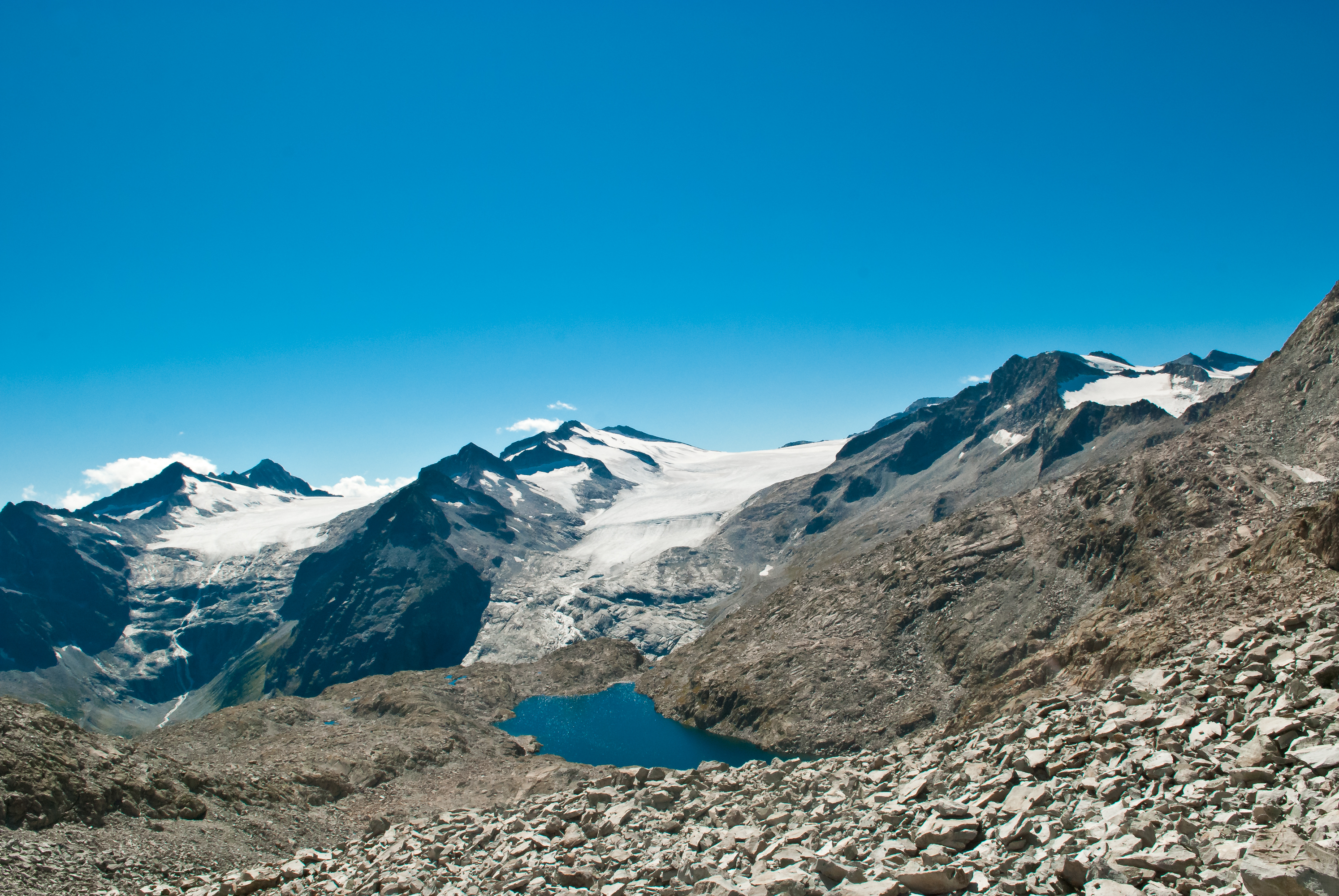